# Clone (informática)
Na informática, um clone é um hardware ou software desenhado para funcionar exatamente da mesma maneira que outro sistema.
Clones são criados por diversas razões que incluem competição, padronização, disponibilidade para outras plataformas, e como homenagem.

## Hardware
Quando a IBM anunciou o IBM PC em 1981, outras empresas como a Compaq decidiram vender clones do PC como uma reimplementação legal a partir da documentação do PC ou por engenharia reversa. Como a maioria dos componentes, excepto o BIOS do PC, estavam publicamente disponíveis, tudo o que a Compaq precisava de fazer era a engenharia reversa do BIOS. O resultado foi uma máquina com desempenho semelhante e preço mais baixo do que as máquinas clonadas. O uso do termo "clone de PC" para descrever computadores compatíveis com IBM PC caiu em desuso na década de 1990, sendo agora chamados simplesmente de PCs.
Embora o termo tenha caído em desuso comercial, o termo clone para PCs ainda se aplica a um PC feito ao nível básico ou acima do padrão (na altura em que foi feito) que não tem qualquer marca comercial (por exemplo, Acer, Dell, HP, IBM). Isso inclui, mas não se limita a, computadores montados por entusiastas ou por departamentos de informática das empresas.
Um exemplo de clonagem de hardware, são os vários clones do Nintendo Entertainment System devido à popularidade e longevidade do Nintendo Entertainment System.

## Software
O software pode ser clonado por engenharia reversa, reimplementação legal a partir de documentação ou de outras fontes, ou também observando a aparência e o comportamento de um programa. Os motivos para a clonagem de software podem incluir contornar taxas indesejáveis de licenciamento, adquirir conhecimento sobre as características do sistema, ou criar uma alternativa interoperável para uma plataforma não suportada. O GNU, um clone do UNIX, foi motivado pela necessidade do movimento do software livre em ter um sistema operativo constituído inteiramente de software livre.
Exemplos de clonagem de software incluem o projeto ReactOS, que tenta clonar o Microsoft Windows, e o GNU Octave, que considera as diferenças com o MathWorks MATLAB como um bug.

### Jogos eletrónicos
Desde o início da indústria dos jogos eletrónicos, clones de conceitos e jogos com sucesso têm sido comuns. O primeiro jogo de tiro em primeira pessoa influente, Doom, provocou na década de 1990 à criação de um novo género de jogos denominado de Doom clones. Nos anos 2000 o Grand Theft Auto III, o jogo mundo aberto de acção-aventura, inspirou a criação de muitos clones de Grand Theft Auto.